# Akaroa Harbour

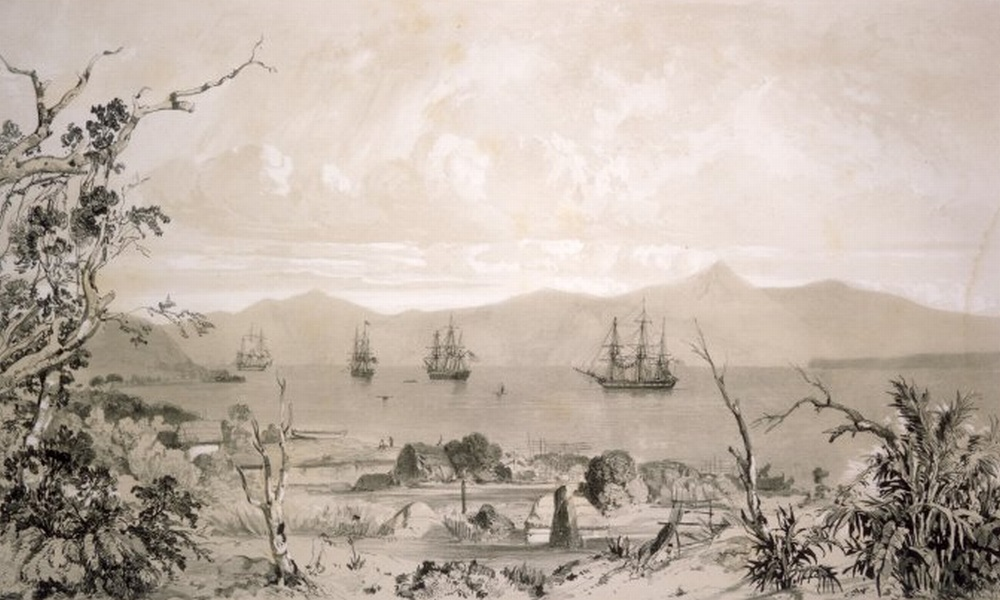
Akaroa Harbour im frühen 19. Jahrhundert

Der Akaroa Harbour ist einer von zwei größeren Naturhäfen der Banks Peninsula an der Küste der Region Canterbury auf der Südinsel von Neuseeland. Der andere ist der Lyttelton Harbour.

## Namensherkunft
Akaroa bedeutet in der Sprache des Māori-Stammes Kāi Tahu „Langer Hafen“.

## Geographie
Der Akaroa Harbour erstreckt sich von der Südküste der Banks Peninsula rund 16,5 km nach Norden, wobei der Naturhafen die Halbinsel auf der Hälfte durchtrennt und an seiner breitesten Stelle im nördlichen Bereich 4,6 km misst. Die Orte Akaroa, Duvauchelle, Barrys Bay, French Farm und Wainui liegen an der Küste des Gewässers.

## Geschichte
Die Ōnawe Peninsula am Ende des Meeresarmes war früher Standort einer befestigten Siedlung (Pā) der Māori.

## Naturschutz
512,15 Hektar des Hafens sind als Akaroa Marine Reserve unter Schutz gestellt, das macht rund 12 % der gesamten Hafenfläche aus.

## Tourismus
Gelegentlich wird der Naturhafen von Kreuzfahrtschiffen angelaufen, während die Passagiere in Akaroa anschließenden Landgang erhalten.